# Beerenberg
Beerenberg é um estratovulcão ativo situado na ilha de Jan Mayen, entre o mar da Gronelândia e o mar da Noruega. Tem uma altitude de 2277 m e é o ponto mais alto da ilha. A sua última erupção foi em janeiro de 1985.
É o vulcão ativo subaéreo mais setentrional. O vulcão é coroado por uma cratera cheia de gelo, com cerca de 1 km de largura com vários picos ao longo da borda, incluindo o mais alto de todos, designado Haakon VII Toppen, no lado ocidental.

## Imagens

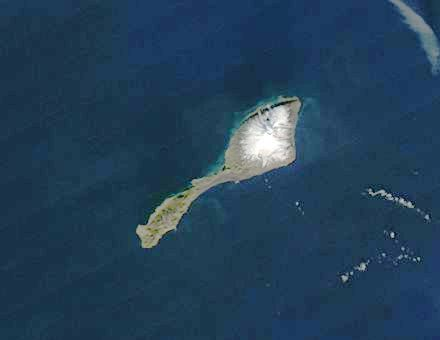
Imagem de satélite de Jan Mayen com o Beerenberg coberto de glaciares.
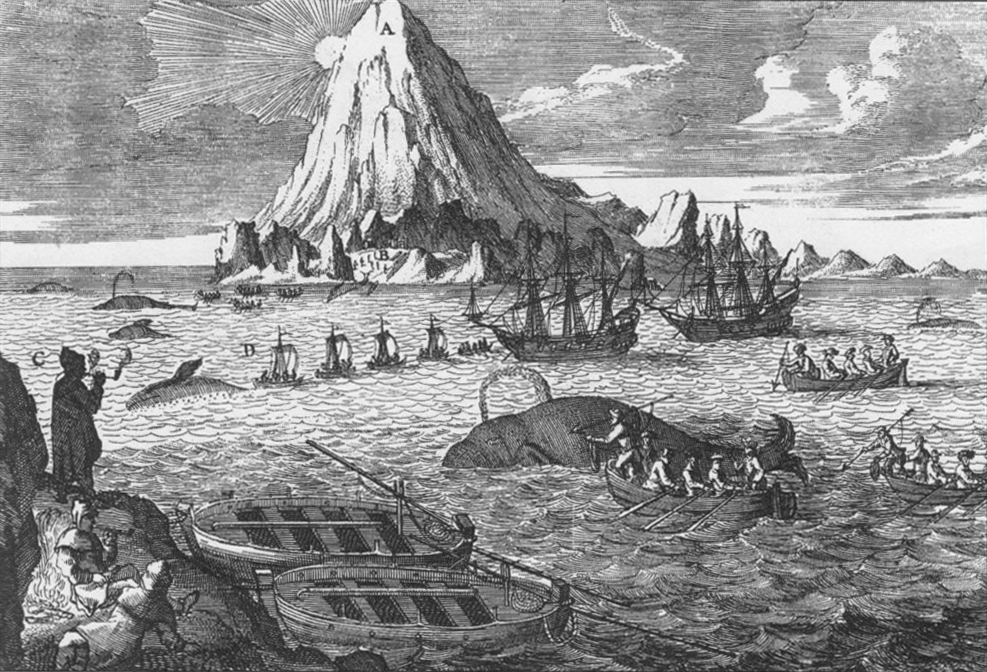
Gravura do século XVIII de Jan Mayen e do Beerenberg.